# U–1223
Az U–1223 tengeralattjárót a német haditengerészet rendelte a hamburgi Deutsche Werft AG-től 1941. augusztus 25-én. A hajó 1943. október 6-án állt szolgálatba. Egyetlen járőrútján két hajót rongált meg.

## Pályafutása
Az U–1223 1944. augusztus 28-án Bergenből futott ki egyetlen harci küldetésére. A tengeralattjáró átszelte az Atlanti-óceánt, majd a kanadai partoknál vadászott hajókra. Október 14-én a Szent Lőrinc-öbölben megtorpedózta az ONS–33G konvojt kísérő kanadai HMCS Magog fregattot. Három ember meghalt, három megsérült. A súlyosan megrongált hajót a HMCS Shawinigan vette vontatókötélre. A fregatt elérte a kikötőt, de nem lehetett helyreállítani, ezért a háború után feldarabolták.
A tengeralattjáró november 2-án megtorpedózta a Fort Thompson brit gőzhajót. A teherhajó, amely katonai felszerelést szállított Afrikába, nem süllyedt el, és sikerült eljutnia a hazai kikötőbe. Később ismét szolgálatba állt.
Az U–1223 1944. december 24-én érkezett meg Kristiansandba. 1945. április 14-én kivonták a szolgálatból, majd május 5-én Wesermündétől nyugatra  meglékelték és elsüllyesztették.

## Kapitányok
| Név            | Kezdőnap         | Zárónap           |
| -------------- | ---------------- | ----------------- |
| Harald Bosüner | 1943. október 6. | 1944. március     |
| Albert Kneip   | 1944. március    | 1945. április 15. |

## Őrjárat
| Indulás | Indulónap           | Érkezés      | Zárónap            |
| ------- | ------------------- | ------------ | ------------------ |
| Bergen  | 1944. augusztus 28. | Kristiansand | 1944. december 24. |

## Megrongált hajók
| Dátum             | Hajó neve     | Nemzetisége        | Brt  |
| ----------------- | ------------- | ------------------ | ---- |
| 1944. október 14. | HMSC Magog*   | Kanada             | 1370 |
| 1944. november 2. | Fort Thompson | Egyesült Királyság | 7134 |

* Hadihajó